# Magueija
Magueija era una freguesia portuguesa del municipio de Lamego, distrito de Viseu.

## Demografía
Era una freguesia eminentemente rural que estaba afectada por un intenso proceso de despoblación (tenía 1520 habitantes en 1950 y aún conservaba el millar en 1981).

## Historia
Documentada ya en 1163 y con carta foral otorgada por el rey D. Manuel en 1514, Magueija fue sede de un pequeño municipio, con una sola freguesia, al menos desde 1527 y hasta 1838, fecha en que quedó incorporada al municipio de Lamego.
Fue suprimida el 28 de enero de 2013, en aplicación de una resolución de la Asamblea de la República portuguesa promulgada el 16 de enero de 2013 al unirse con las freguesias de Bigorne y Pretarouca, formando la nueva freguesia de Bigorne, Magueija e Pretarouca.

## Patrimonio
En el patrimonio histórico-artístico de la extinta freguesia cabe mencionar el pelourinho de finales del siglo XVII, recuerdo de la antigua autonomía municipal y situado en el lugar de Magueijinha, lo que hace suponer que este, y no la propia Magueija fuera entonces la sede del concelho. Además de estos dos formaban parte de la freguesia los núcleos de Matança, Vila Lobos y Vila Nova.